# Jean-Manuel Mbom
Jean-Manuel Mbom (* 24. Februar 2000 in Göttingen) ist ein deutsch-kamerunischer Fußballspieler. Der Mittelfeldspieler, der auch in der Außenverteidigung eingesetzt wird, steht in Dänemark bei Viborg FF unter Vertrag und ist deutscher Nachwuchsnationalspieler.

## Karriere

### Verein
Der gebürtige Niedersachse Mbom, aufgewachsen in Bovenden in der Nähe seines Geburtsortes Göttingen, wurde ab dem Alter von dreizehn Jahren beim Bundesligisten Werder Bremen fußballerisch ausgebildet. Er wurde zum jüngsten je aufgenommenen Schüler in Bremens Nachwuchsleistungszentrum. In der B-Junioren-Bundesliga 2016/17 erreichte Werders U17 als Sieger der Staffel Nord/Nordost mit dem mittlerweile zum Mannschaftskapitän ernannten Mittelfeldspieler die Endrunde um die deutsche Meisterschaft, verlor das Finale jedoch gegen den FC Bayern München. Verletzungsbedingt konnte Mbom die letzten fünf Saisonspiele nicht mehr absolvieren. Für seine Leistungen bekam Mbom im Jahr 2017 die Fritz-Walter-Medaille in Silber in der Altersklasse U17 verliehen.
Zur Bundesligasaison 2018/19 rückte er nach Erhalt eines bis Juni 2021 gültigen Profivertrags fest in den Kader der ersten Mannschaft auf, wurde aber lediglich als Stammspieler in der aus der 3. Liga abgestiegenen Regionalligamannschaft eingesetzt. Am Saisonende erreichte Werder II den dritten Platz und verpasste somit den angepeilten Wiederaufstieg.
Für die Drittligasaison 2019/20 wurde Mbom zur Erlangung von Spielpraxis an den KFC Uerdingen 05 verliehen. Bei den Krefeldern, die als Bayer 05 Uerdingen einst ein Bundesligist waren, setzte er sich schnell durch und wurde dabei auf verschiedenen Positionen im Mittelfeld eingesetzt. Der KFC Uerdingen, der zwischenzeitlich auf einem Abstiegsplatz stand, fand sich im Laufe der Saison im Mittelfeld der Tabelle wieder und belegte zum Ende der Spielzeit den 13. Platz. Mbom kam – auch bedingt durch Verletzungen sowie wegen Sperren – in 28 von 38 Partien zum Einsatz. Zu Beginn der Saison stand für ihn das Erstrundenspiel im DFB-Pokal gegen Borussia Dortmund an, wo er mit dem KFC Uerdingen mit 0:1 verlor.
Zur Saison 2020/21 kehrte Mbom zu Werder Bremen zurück. Sein Vertrag wurde bereits im April 2020 vorzeitig verlängert. Bis Februar 2021 kam Mbom regelmäßig zum Einsatz – teils als Teil der Startelf, teils als Einwechselspieler –, ehe er sich in der Folgezeit häufiger auf der Ersatzbank wiederfand. Sah Werder Bremen sich nach einem 2:0-Auswärtssieg gegen Arminia Bielefeld im Nachholspiel am 10. März 2021 gerettet, blieben sie in der Folge bis zum Ende der Spielzeit ohne Sieg und stiegen schließlich zum ersten Mal seit 1980 wieder in die 2. Bundesliga ab. Mbom kam dabei zu 21 Einsätzen. Im DFB-Pokal erreichte Werder Bremen das Halbfinale und schied dort gegen RB Leipzig aus. In der Spielzeit 2021/22 traten die Bremer schließlich zum ersten Mal seit der Saison 1980/81 wieder in der 2. Bundesliga an und fanden sich dort unter Trainer Markus Anfang, der im Sommer 2021 die Nachfolge des vor dem Abstieg entlassenen Florian Kohfeldt antrat, auf dem achten Tabellenplatz wieder. Anfang trat nach dem Publikwerden eines gefälschten Impfpasses zurück, woraufhin Werder Bremen in den folgenden zwei Spielen von Interimstrainern (Danijel Zenkovic im Heimspiel gegen den FC Schalke 04 und Christian Brand im Auswärtsspiel gegen Holstein Kiel) betreut wurde. Die Nachfolge von Markus Anfang trat schließlich Ole Werner an, unter dem Werder Bremen eine Leistungssteigerung hinlegte und schließlich als Tabellenzweiter in die Bundesliga zurückkehrte. Mbom kam in dieser Saison zu lediglich 19 von 34 möglichen Saisonspielen. Wieder in der Bundesliga angekommen, verpasste er den Großteil der Saison 2022/23 verletzungsbedingt.
Im August 2023 verließ Mbom Werder endgültig und wechselte nach Dänemark zu Viborg FF, wo er einen Vertrag bis Sommer 2026 erhielt.

### Nationalmannschaft
Bislang absolvierte Mbom ab der U15 Länderspiele für alle Nachwuchsnationalmannschaften des DFB.

## Erfolge und Auszeichnungen
- Aufstieg in die Bundesliga: 2022
- Verleihung der Fritz-Walter-Medaille in der Altersklasse U17: 2017

## Persönliches
Mboms Vater ist Kameruner, der selbst Fußball gespielt hatte und zum Studieren nach Deutschland kam; durch ihn hält Jean-Manuel auch die kamerunische Staatsbürgerschaft. Seine Mutter ist Deutsche. Er hat einen jüngeren Bruder, Benjamin (* 2004), der ebenfalls Fußballspieler ist. Im Jahr 2021 war er Teil der Dokumentation Schwarze Adler des Streaminganbieters Prime Video.